# Talsperre Los Reyunos
Die Talsperre Los Reyunos (spanisch Represa Los Reyunos bzw. Dique Los Reyunos) ist eine Talsperre mit Pumpspeicherkraftwerk in der Provinz Mendoza, Argentinien. Sie staut den Río Diamante zu einem Stausee auf. Die Talsperre und das zugehörige Pumpspeicherkraftwerk werden auch als Wasserkraftwerkskomplex Los Reyunos (span. Complejo hidroeléctrico Los Reyunos) bezeichnet.
Die Talsperre dient der Stromerzeugung und der Bewässerung. Mit ihrem Bau wurde 1980 begonnen. Sie wurde im November 1983 fertiggestellt. Die Talsperre und das Wasserkraftwerk sind in Staatsbesitz (Sec. E. de la Nación y Prov. Mendoza). Die Konzession für den Betrieb wurde der Hidroeléctrica Diamante S.A. am 19. Oktober 1994 übertragen.

## Absperrbauwerk
Das Absperrbauwerk ist ein Schüttdamm mit einer Höhe von 106 m über dem Flussbett (maximale Höhe 136 m). Die Dammkrone liegt auf einer Höhe von 1000 m über dem Meeresspiegel. Die Länge der Dammkrone beträgt 295 m, ihre Breite an der Krone 12 m. Das Volumen des Absperrbauwerks liegt bei 3,5 Mio. m³.
Der Staudamm verfügt über eine Hochwasserentlastung, über die maximal 2063 (bzw. 2300) m³/s abgeleitet werden können.

## Stausee
Das normale Stauziel liegt zwischen 960 und 996 m. Bei einem Stauziel von 996 m erstreckt sich der Stausee über eine Fläche von rund 7,34 (bzw. 7,9) km² und fasst 256,84 (bzw. 260) Mio. m³ Wasser. Das maximale Stauziel beträgt 997,58 m, das minimale 960 m.

## Kraftwerk

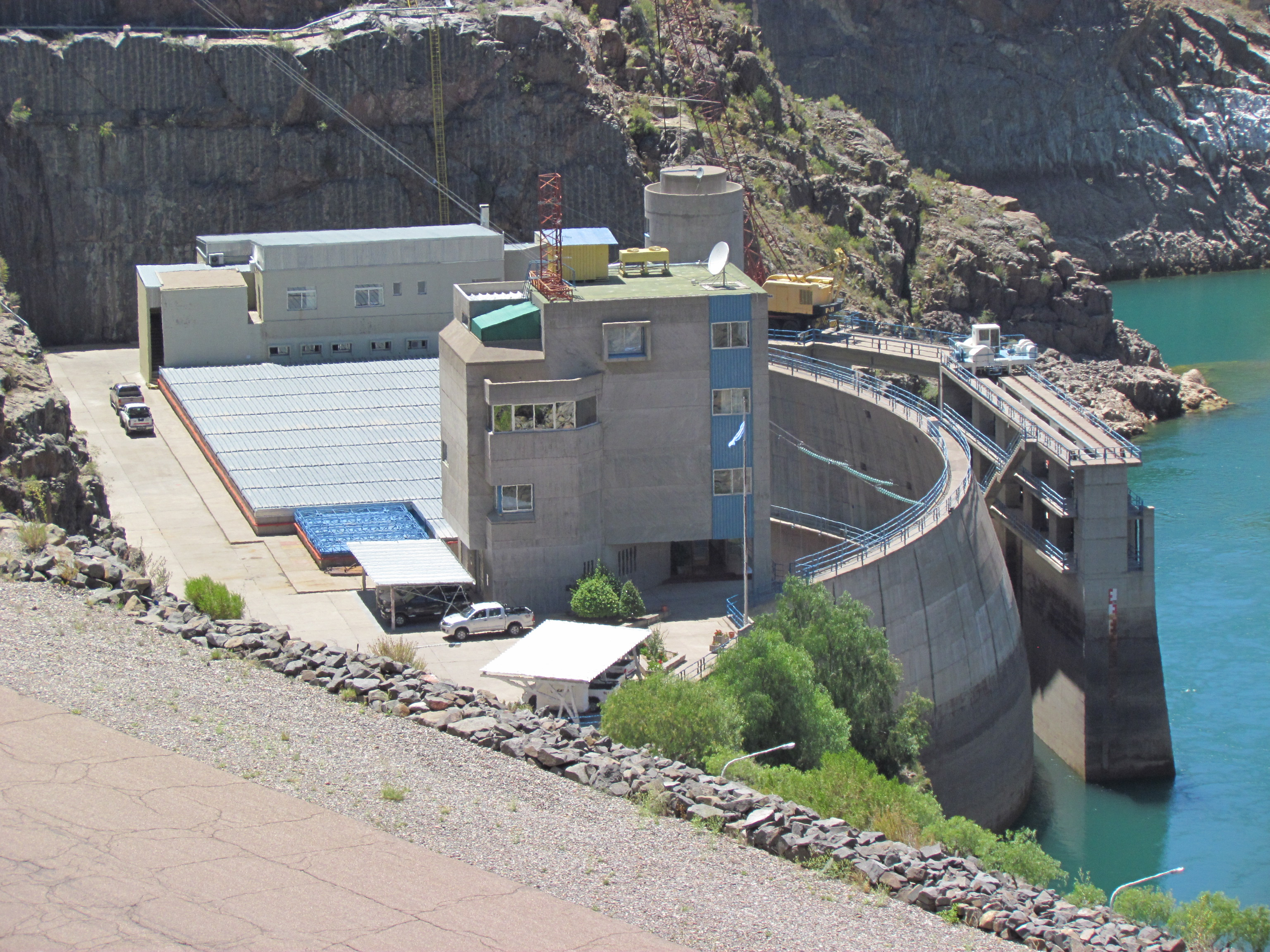
Das Maschinenhaus

Das Maschinenhaus befindet sich am Fuß der Talsperre. Es wird durch eine doppelt gekrümmte Bogenstaumauer aus Beton mit einer Höhe von 26,4 m vom Unterwasser getrennt.
Die installierte Leistung des Kraftwerks beträgt 224 (bzw. 230) MW. Die durchschnittliche Jahreserzeugung wird mit 220 (bzw. 247 oder 302) Mio. kWh angegeben.
Die zwei Francis-Turbinen leisten jeweils maximal 112 (bzw. 115) MW und die zugehörigen Generatoren 115,2 MVA. Die Nenndrehzahl der Turbinen beträgt 166,7 min−1. Die Fallhöhe liegt zwischen 77 und 98,7 m. Der Durchfluss beträgt 123 m³/s (maximal 137, minimal 100 m³/s).
Beide Turbinen können als Pumpturbinen betrieben werden. Im Pumpbetrieb liegt die Leistungsaufnahme bei jeweils 103,75 MW. Als Unterbecken des Pumpspeicherkraftwerks Los Reyunos dient der Stausee der rund 2 km flussabwärts gelegenen Talsperre El Tigre.

## Sonstiges
Der Betreiber Hidroeléctrica Diamante S.A. ist zu 61 % im Besitz von Pampa Energía.